# August Meister
August Meister (geboren 5. Juni 1873 in Zürich; gestorben 26. Mai 1939 in Berlin) war ein deutsch-schweizerischer Lokomotivkonstrukteur. Er war maßgeblich am Entwurf der Einheitsdampflokomotiven für die Deutsche Reichsbahn beteiligt.

## Leben
August Meister wurde 1873 in Zürich als eines von zehn Kindern des Ehepaars Ulrich und Anna Meister geboren. Sein Vater war Montagemeister bei der Schweizerischen Lokomotiv- und Maschinenfabrik (SLM) in Winterthur, die Familie stammte aus Feuerthalen bei Schaffhausen. Dort und in Pfungen verbrachte August Meister seine Kindheit. Nach der teils in Zürich, teils in Schaffhausen absolvierten Schulzeit begann Meister eine Lehre im Konstruktionsbüro der SLM beim dortigen Chefkonstrukteur Olaf Kjelsberg. Er ergänzte diese Ausbildung durch eigenes Bücherstudium und ergänzende Fachkurse, legte aber nie eine Prüfung ab. 
Mit 23 Jahren wechselte er 1896 in den deutschen Lokomotivbau. Nach kurzzeitiger Beschäftigung bei diversen Firmen arbeitete er ab 1897 unter August Trick bei der Maschinenfabrik Esslingen. In Esslingen heiratete er im Jahr 1899 mit 25 Jahren seine aus Winterthur stammende Frau Anna Maria, geborene Amsler. Beide bekamen in den Jahren von 1901 bis 1907 vier Kinder, je zwei Söhne und Töchter. Sein Sohn August Meister jr. folgte ihm später in die berufliche Laufbahn als Maschinenbauer. 1903 ging Meister nach Berlin zu Borsig, wo er 1912 Nachfolger des bisherigen Chefkonstrukteurs Charles King, eines Engländers, wurde. In dieser Position blieb er die nächsten 18 Jahre. Unter Meisters Ägide entstanden in den Folgejahren viele bekannte Lokomotivbaureihen für deutsche und ausländische Eisenbahnen. 
Nach dem Zusammenschluss der bisherigen Länderbahnen zur Deutschen Reichsbahn war die weitere Lokomotivbeschaffung noch nicht festgelegt. Zunächst sollten bewährte Baureihen der Länderbahnen als sogenannte „Reichsbahnbauarten“ weiterbeschafft werden. Bereits 1921 legte der damalige Bauartdezernent des Reichsbahn-Zentralamts, Hinrich Lübken, aber dem zuständigen Ausschuss der Reichsbahn einen von Meister erarbeiteten ersten Entwurf einer Typenreihe für neue Einheitslokomotiven vor. Der Ausschuss empfahl daraufhin dem Reichsverkehrsministerium, statt weiterer Beschaffung der Länderbahnbaureihen die Entwicklung neuer Einheitslokomotiven. Ab 1922 übernahm August Meister daher parallel zu seinen Aufgaben bei Borsig die Leitung des Vereinheitlichungsbüros der deutschen Lokomotivfabriken. Dieses Büro war vom Verband der Deutschen Lokomotivindustrie, einem Vorgänger des heutigen Verbands der Bahnindustrie gegründet worden, um die Projektierung der geplanten Einheitslokomotiven für die Reichsbahn zu übernehmen. Das Büro wurde bei Borsig in Berlin-Tegel angesiedelt, Meister unterstanden dort Ingenieure aus allen deutschen Lokomotivfabriken. Gemeinsam mit Richard Paul Wagner, dem Nachfolger von Hinrich Lübken als zuständiger Bauartdezernent im Reichsbahn-Zentralamt, steuerte und koordinierte er die Entwicklungsarbeiten. Nach Streitigkeiten zwischen Borsig und anderen Lokomotivfabriken über einen Auftrag aus Jugoslawien kritisierten andere Firmen wie Henschel und Maffei die enge Bindung des Vereinheitlichungsbüros an Borsig, sowohl räumlich wie in Meisters Person. 1930 trat er daher von dem Posten im Vereinheitlichungsbüro zurück, um sich auf die Aufgaben bei Borsig zu konzentrieren. Zugleich wurde das Büro von Tegel in Räumlichkeiten des Lokomotivindustrieverbands in Berlin-Mitte verlegt.
Im Zuge der Weltwirtschaftskrise geriet auch Borsig in wirtschaftliche Turbulenzen. 1930 gliederte man zunächst den Lokomotivbau aus. Er wurde von AEG übernommen. Der Lokomotivbau wurde 1934 in Tegel aufgegeben und mit dem AEG-Lokomotivbau in Hennigsdorf als Borsig-Lokomotiv-Werke GmbH Hennigsdorf (BLW) zusammengeführt. Die Mutterfirma Borsig ging Ende 1931 in Konkurs und wurde zusammen mit dem Werk in Tegel 1933 vom weitgehend im Eigentum des Reiches befindlichen Rüstungsunternehmen Rheinmetall übernommen. Meister blieb in Tegel, zu seinem Arbeitsgebiet gehörte seitdem nicht mehr der Bau von Lokomotiven. Schwerpunkt seiner Arbeit wurden die Konstruktion von leichten Dampfkesseln und Dampfmotoren, daneben aber auch der Entwurf von Dampftriebwagen für die Reichsbahn. Ergebnis waren die 1932 bis 1935 gelieferten Dampftriebwagen DR 51 bis 53, DR 54 bis 58 sowie der im Zuge der Autarkiebestrebungen des Dritten Reichs für die Verfeuerung von aus heimischen Brennstoffen produzierten Kohlenteerölen ausgelegte, 1937 gelieferte Triebwagen DR 59.
Im Juli 1938 ging Meister in den Ruhestand. Er starb nicht ganz ein Jahr später am 26. Mai in Berlin.

## Konstruktionen

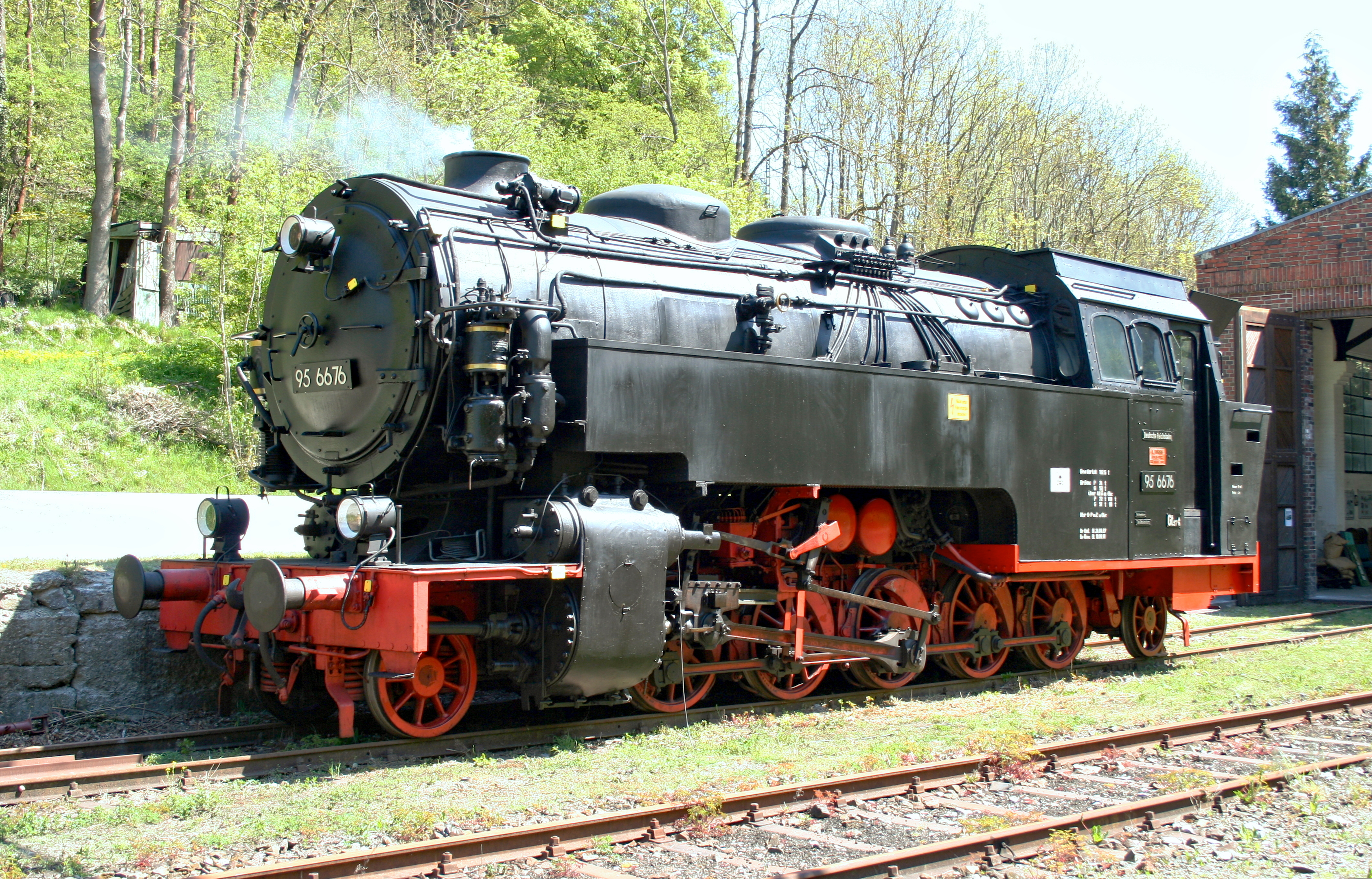
Die erhalten gebliebene Lokomotive „MAMMUT“ der von August Meister entworfenen „Tierklasse“ der HBE, hier unter der Baureihennummer 95 6676 der Deutschen Reichsbahn 2008 in Rübeland

Meister war für einige der bedeutendsten Lokomotivkonstruktionen bei Borsig verantwortlich. Für die Preußischen Staatsbahnen entstand unter seiner Leitung bei Borsig unter anderem 1919 die Preußische P 10. Ein wesentlicher Schritt bei der Abschaffung des teuren und betrieblich schwerfälligen Zahnradbetriebs auf diversen deutschen Mittelgebirgsstrecken war die von ihm gemeinsam mit Otto Steinhoff, dem Direktor der Halberstadt-Blankenburger Eisenbahn (HBE) entwickelte schwere „Tierklasse“, eine 1'E1'h2-Tenderlokomotive, die die Abschaffung des Zahnradbetriebs auf der Rübelandbahn der HBE ermöglichte. Sie diente als Vorbild für die ebenfalls unter Meisters Leitung entwickelte Preußische T 20, die bis in die 1980er Jahre im Thüringer Wald im Steilstreckenbetrieb Personen- und Güterzüge beförderte.
1924 zeichnete Meister die Entwürfe für die Vorserienlokomotiven der Baureihe S (II) der Danske Statsbaner.
Das von Meister geleitete Vereinheitlichungsbüro entwarf bis 1930 die wichtigsten Baureihen der Einheitsdampflokomotiven der Reichsbahn. Darunter waren unter anderem die DR-Baureihe 01 als schwere Schnellzuglokomotive und die Baureihen 43 und 44 als schwere Güterzuglokomotiven. 
Bei Borsig war Meister auch für diverse Exportaufträge zuständig, darunter die nach den Entwicklungsgrundsätzen der Reichsbahn-Einheitslokomotiven für Jugoslawien entworfenen Baureihen JDŽ 05, JDŽ 06 und JDŽ 30. Bei diesem Auftrag unterlief Borsig zusammen mit Schwartzkopff den ursprünglich festgelegten gemeinsamen Preis der deutschen Lokomotivbauvereinigung, was letztlich zu Meisters Rücktritt von der Leitung des Vereinheitlichungsbüros führte.